# Loekoeslaszloa
Loekoeslaszloa is een geslacht van korstmossen behorend tot de familie Teloschistaceae. 

## Geslachten
Volgens Index Fungorum telt het geslacht twee soorten (peildatum oktober 2021):
| Soortnaam                    | Auteur(s)                                                     | Publicatiejaar |
| ---------------------------- | ------------------------------------------------------------- | -------------- |
| Loekoeslaszloa geumohdoensis | (S.Y. Kondr., D. Liu & Hur) S.Y. Kondr., Yoshik. Yamam. & Hur | 2019           |
| Loekoeslaszloa huriana       | S.Y. Kondr.                                                   | 2019           |